# コンラート・エーベルハルト
コンラート・エーベルハルト（Konrad Eberhard、1768年11月25日 - 1859年3月12日）はドイツの彫刻家、画家である。

## 略歴
ドイツ南部、アルプス北麓のアルゴイ地方(Allgäu)のバート・ヒンデラング(Bad Hindelang)で生まれた。アルゴイ地方で代々、彫刻家の工房を営む家族の出身で父親のメルヒオール・エーベルハルト(Melchior Eberhard: 1701–1777)は、1724年か1725年からヒンデラングで彫刻の工房を開いていた。兄弟のフランツ・エーベルハルトとともに、父親の工房で、宗教的な用途の彫刻を早くから始めていた。
彫刻の修行のために1798年にミュンヘン美術院に入学し、アルゴイ出身の彫刻家で、バイエルン選帝侯カール・テオドールの宮廷彫刻家のロマン・アントン・ボース(Roman Anton Boos: 1733–1819)のもとで修行した。
バイエルンの有力な政治家、マクシミリアン・フォン・モンジュラの支援を得て、マクシミリアン1世の支援を受けられるようになり、1806年にはローマに留学した。ローマでは、マクシミリアン1世の配慮でアントニオ・カノーヴァ(1757-1822)やベルテル・トルバルセン(1770-1844)といった当時最も傑出した彫刻家たちのもとで学ぶことができた。
ローマでは、古典主義のスタイルの彫像を制作し、1813年にはバイエルン王妃カロリーネ・フォン・バーデンのためにレリーフ作品を制作した。ローマでは後に国王になるルートヴィヒ1世のために、美術品の購入の仕事もした。1813年に古代ギリシャで制作された「バルベリーニの牧神(Barberini Faun)」の購入に成功し、この作品は当時建設中だったミュンヘンの彫刻美術館の主要な展示品の一つとなった。
1816年にミュンヘン美術院の教授職に任じられるが、1819年までその仕事にはつかなかった。1821年に、再びローマに移り、1826年まで滞在した後、ミュンヘンで働くようになった。
コンラート・エーベルハルトの主な作品には1821年に11歳で亡くなったマクシミリアン1世の娘マクシミリアーネ・ヨーゼファ・カロリーネ(Maximiliane Josepha Karoline von Bayern)の墓標のレリーファなどがある。ヨハン・フリードリヒ・オーファーベックを中心とする「ナザレ派」の芸術家たちとも交流し、宗教的テーマの絵画も描いた。

## 作品

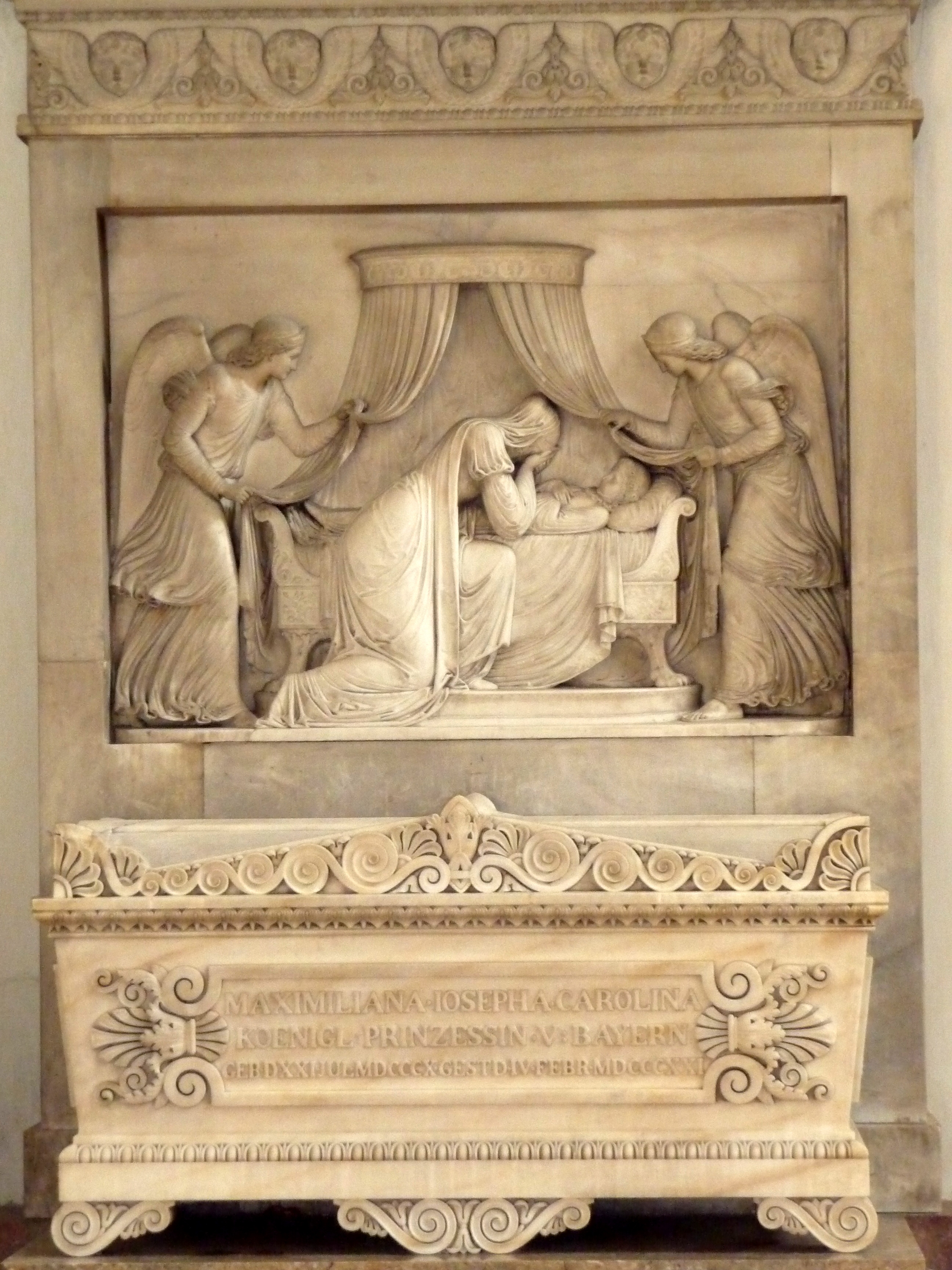
マクシミリアーネ・ヨーゼファ・カロリーネの墓標
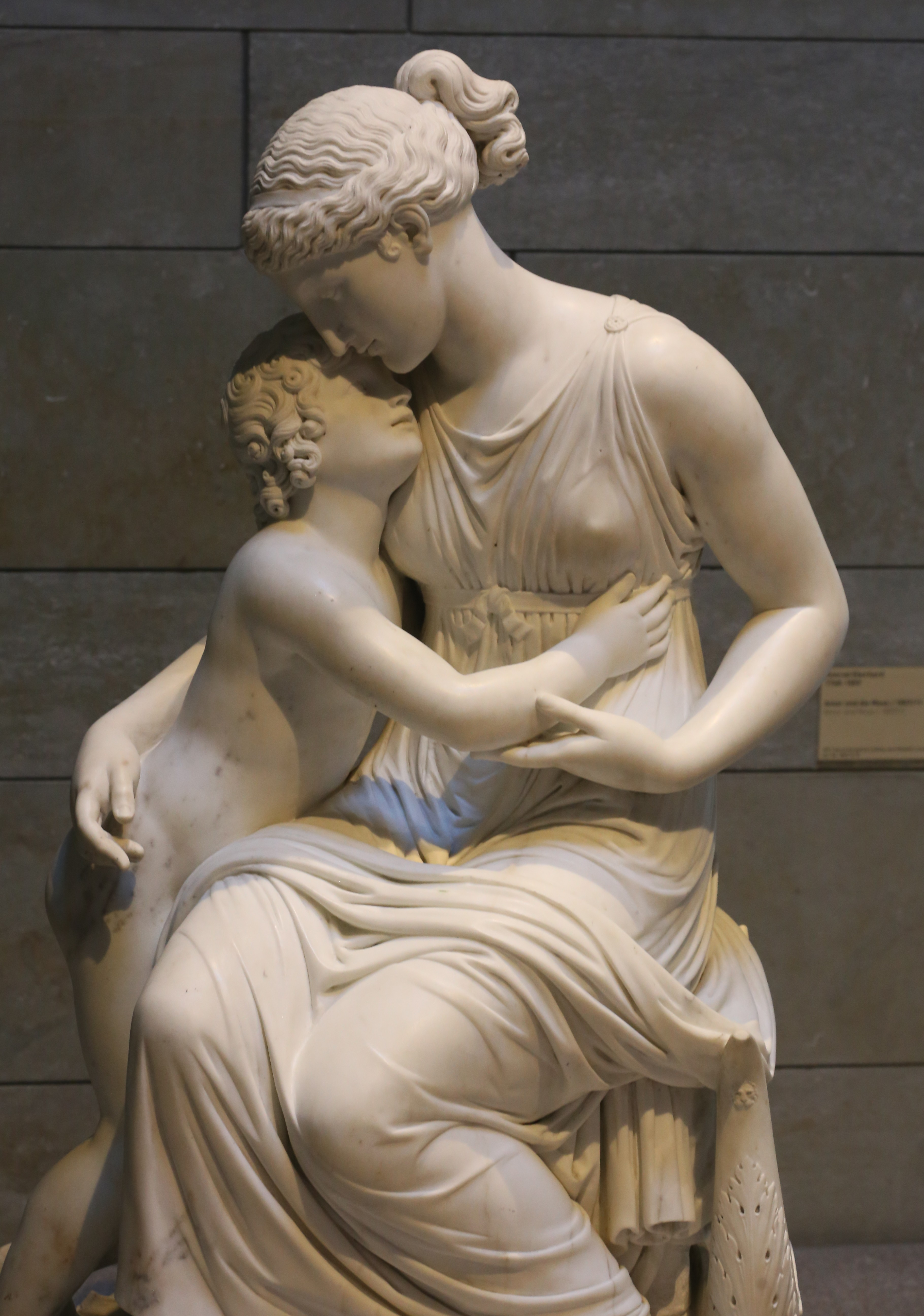
"Amor und die Muse" (1807/1811) ノイエ・ピナコテーク蔵
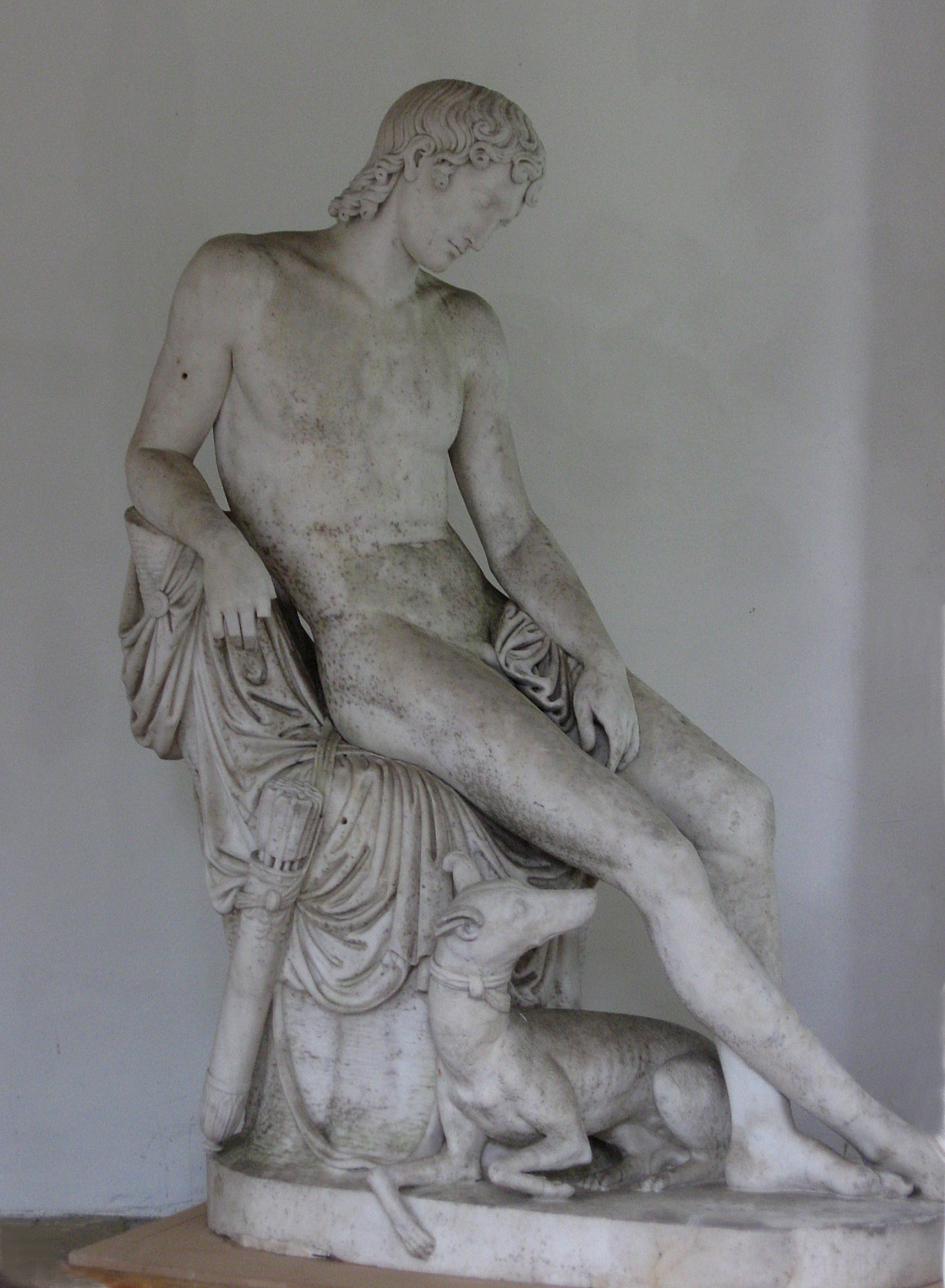
エンデュミオーン
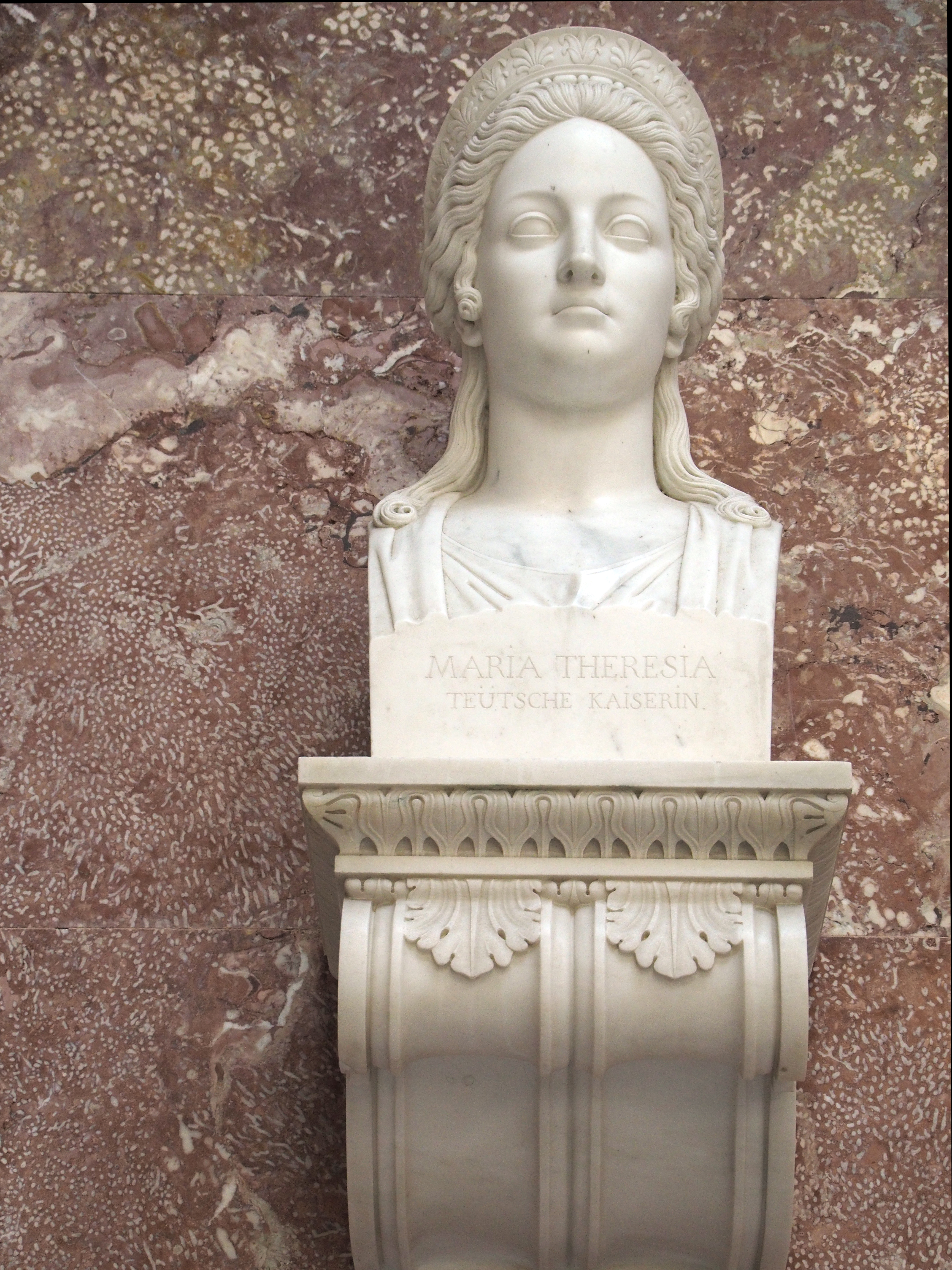
マリア・テレジアの胸像